# Chactas yaupi
Espèce
Chactas yaupi est une espèce de scorpions de la famille des Chactidae.

## Distribution
Cette espèce est endémique de la province de Morona-Santiago en Équateur. Elle se rencontre vers Yaupi.

## Description
La femelle holotype mesure 45,7 mm.

## Étymologie
Son nom d'espèce lui a été donné en référence au lieu de sa découverte, Yaupi.

## Publication originale
- Lourenço, 2014 : The third confirmed record of the scorpion genus Chactas Gervais, 1844 (Scorpiones: Chactidae) from Ecuador, with description of a new species from the Amazonian Province of Morona Santiago. Entomologische Mitteilungen aus dem Zoologischen Museum Hamburg, vol. 17, no 193, p. 171-178 (texte intégral).